# Desirae Krawczyk
Desirae Marie Krawczyk (pronúncia polonesa: [ˈkraftʂɨk]; nascida em 11 de janeiro de 1994) é uma tenista profissional americana especializada em duplas. Ela é descendente de poloneses por parte de pai e filipina por parte de mãe.
Krawczyk tem o recorde mundial de duplas no 10º lugar na carreira, alcançado em julho de 2022, e ganhou sete títulos no WTA Tour, incluindo dois no nível WTA 500. Krawczyk é quatro vezes campeã de majors em duplas mistas, tendo vencido o Aberto da França e dos Estados Unidos de 2021 em parceria com Joe Salisbury [en], bem como os campeonatos de Wimbledon de 2021 e 2022 ao lado de Neal Skupski [en]. Ela também foi vice-campeã no Aberto da França de 2020 em duplas femininas, ao lado de Alexa Guarachi [en], e a dupla foi semifinalista no Aberto dos Estados Unidos de 2021.

## Vida pessoal e antecedentes
Krawczyk é descendente de poloneses por parte de pai e de ascendência filipina por parte de mãe.
Ela está em um relacionamento com o tenista australiano Andrew Harris [en].

## Carreira

### 2018: Primeiro título WTA e estreia em Majors
Em julho de 2018, ela conquistou seu primeiro título de duplas do WTA Tour no Aberto da Suíça, em parceria com o chileno Guarachi.

### 2020: Primeira final de duplas em Grand Slam
Ela alcançou sua primeira final de majors no evento de duplas feminino do Aberto da França, ao lado de Alexa Guarachi, e terminou como vice-campeã.

### 2021: Três títulos em Majors nas duplas mistas
Krawczyk conquistou os títulos de duplas mistas no Aberto da França (seu primeiro título de Grand Slam), em parceria com Salisbury, e em Wimbledon, em parceria com Skupski.
Como cabeça de chave número 2, ela alcançou sua terceira final de Grand Slam de duplas mistas no US Open, novamente com Salisbury. Eles conquistaram o título, derrotando Giuliana Olmos e Marcelo Arevalo [en] na final, em dois sets. Ela se tornou a primeira jogadora a ganhar três títulos de duplas mistas do Grand Slam em um ano, desde Martina Hingis e Leander Paes em 2015.

### 2022: Título de duplas mistas em Wimbledon, semifinal de duplas e estreia no Top 10
No Madrid Open de 2022, ela alcançou sua primeira final de duplas WTA 1000. Em parceria com Demi Schuurs, ela perdeu para Olmos e Gabriela Dabrowski.
No torneio de Wimbledon, ela conquistou seu segundo título consecutivo neste major em duplas mistas, fazendo parceria novamente com Skupski, e o quarto no geral. No mesmo torneio, ao lado de Danielle Collins, ela chegou às semifinais pela terceira vez em um torneio importante de duplas em sua carreira. Ela fez sua estreia no top 10 no ranking de duplas em 11 de julho de 2022.

### 2023: No. 9 do mundo, décimo título
No Charleston Open (com Danielle Collins), ela conquistou seu oitavo título de duplas derrotando a dupla primeira cabeça de chave Giuliana Olmos e Ena Shibahara. Como resultado, ela alcançou um novo ranking de duplas, o melhor de sua carreira, no 9º lugar do mundo, em 10 de abril de 2023.
No Eastbourne International, em parceria com Demi Schuurs, ela conquistou seu décimo título de duplas e o quinto no nível WTA 500.